# هانس اولریش ویمر
هانس اولریش ویمر (انگلیسی: Hans-Ulrich Wiemer; (زاده ۳۱ ژوئیه ۱۹۶۱ در فرانکفورت آم ماین) یک مورخ آلمانی دوره باستان است. زمینه‌های اصلی تحقیقاتی او هلنیسم و اواخر باستان است.
هانس اولریش ویمر از سال ۱۹۸۱ تا ۱۹۸۸ در رشته‌های لاتین، یونانی و علوم تربیتی و از سال ۱۹۸۴ تا ۱۹۹۰ تاریخ را در دانشگاه ماربورگ خواند. در سال ۱۹۸۸ در اولین آزمون دولتی در رشته‌های لاتین، یونانی و علوم تربیتی و در سال ۱۹۹۰ در آزمون پیشرفته تاریخ قبول شد. از سال ۱۹۹۱ تا ۱۹۹۳ او در مقطع دکترای خود با بودجه بنیاد ملی آکادمیک آلمان کار کرد. در سال ۱۹۹۲/۱۹۹۳ او یک سال را در کالج کوئینز آکسفورد گذراند. دکتری در فوریه ۱۹۹۴ انجام شد، موضوع پایان‌نامه لبیانیوس و ژولیان بود. بررسی رابطه بلاغت و سیاست در قرن چهارم میلادی.